# とっておき!朝から笑タイム
『とっておき!朝から笑タイム』（とっておき あさからしょうタイム）は、2022年4月9日から2025年3月22日まで、NHK大阪放送局製作・近畿地方向け総合テレビジョンにて放送されていた演芸・寄席番組である。

## 概要
『上方落語の会』をリニューアルする形で、2021年4月8日より同じく大阪発近畿ローカルの総合テレビで木曜日（大相撲中継・国会中継・祝日他休止日あり）の15:10 - 15:55に放送された『とっておき!木曜笑タイム』（とっておき もくようしょうタイム）が前身で、2022年4月9日放送から放送時間を土曜日早朝の5:10 - 5:40に移して当番組の放送を開始した。
2024年4月6日から当番組の同時間帯へ移して放送された『NHK地域局発』は原則ネットしなかった。
番組は、定期的にNHK大阪ホールなど関西圏各地で行われる「上方落語の会」や漫才・色物などの公開収録で行われた高座の模様を紹介していた。大御所から「お笑い第7世代」といわれる若手まで出演した。
放送終了後、NHKプラスで見逃し配信を行っている。

## 出演者
案内役
- 河島あみる
- 南沢奈央（2023年3月25日まで[5]）

南沢が降板するまでは基本的に交代で案内役を担当していた。
らくご男子
- 桂團次郎
- 桂あおば
- 笑福亭呂翔
- 桂源太

NHK大阪局主催の落語家のオーディションで合格した4人で構成する「落語アイドルユニット」。週によってこの中から選抜されたメンバー数名が出るが、全員出演の週もある。